# 허브 (영화)
"허브"(Herb)는 2007년 개봉한 대한민국의 드라마 영화이다. 지적장애를 가진 상은(강혜정)과 교통의경 종범(정경호)의 사랑을 다루고 있다.

## 캐스팅
- 강혜정 - 차상은 역
- 배종옥 - 김현숙 역
- 정경호 - 이종범 역
- 이미영 - 미자 역
- 이원종 - 장 순경 역
- 이영유 - 영란 역
- 이병현 - 승원 역
- 심태윤 - 한모 역
- 정윤 - 후대 역
- 김록경 - 졸병 의경 역
- 양기원 - 의경 1 역
- 천우희 - 깻잎 2 역
- 이미도 - 깻잎 3 역
- 엄수정 - 포장 선생님 역
- 정진 - 방방 주인 역
- 이라혜 - 꼬마 상은 역
- 이준우 - 면접관 2 역
- 최종률 - 의사 역
- 정인기 - 기차 매표원 역
- 김정하 - 중년부인 역
- 이정성 - 중년남편 역
- 이수빈 - 악동 1 역
- 오정세 - 좌판 주인 역
- 오연서 - 여선생 역
- 강주희 - 쌍둥이 백수 1 역
- 강승희 - 쌍둥이 백수 2 역

## 수상
- 제15회 춘사영화상 신인남우상 정경호
- 제15회 춘사영화상 심사위원 특별상

## 사운드트랙
1. 함께 했던 순간들
2. 동화
3. 우리 엄마가요…
4. 이별 연습
5. 소원
6. 꼭 잊지 마세요
7. 엄마, 잘가
8. 미녀와 야수
9. 공주들의 수다
10. 첫 데이트
11. 허브향 입맞춤
12. 먹어도 배고파
13. 트램폴린위의 연인
14. 약속
15. 부탁
16. 엄마의 생일
17. 마지막 여행
18. 나만의 동화